# 诺基亚Lumia 625
Nokia Lumia 625是一款由諾基亞2013年7月24日发布，以Windows Phone 8為作業系統的智能手機, 是諾基亞2013年的智能手機。Lumia 625目前有橙、綠、黃、白、黑顏色選擇，採用聚碳酸脂物料，是可以換殼的，但不可換電。它主打的賣點之一，就是更大的4.7吋的屏幕，不過解像度仍然停留在800x480的WVGA規格，換算只有 201 PPI 。規格方面亦是入門級的，採用 MSM8930 SoC、 512MB RAM 、 8GB ROM（支援外置插卡）、500 萬 / 30 萬像素雙相機、2000 mAh 電池。香港版支援 4G LTE 連線，打通  1800 / 2600 雙頻網絡。

## 主要特色

### 4.7英寸超敏感触控屏
Lumia 625的屏幕尺寸达到了4.7英寸，在发布当时，是屏幕最大的Lumia手机。而且这块屏幕拥有超敏感触控技术，即使戴著手套、使用鑰匙、湯匙、叉子等物品，不需要皮膚接觸即可操作。

### 軟體
Lumia 625採用微軟新一代手機作業系統Windows Phone 8，最大的改變是將原本的Windows CE核心更換成Windows NT核心，藉此改變也能增加程式的相容性，不像舊版Windows Phone（CE核心），僅支援VB、C#所寫出來的應用程式，并且增加了大量特性和后端服务，并可以与XBox，Windows 8等设备交互使用，配合新的Modern UI交互设计，拥有非常完美的用户体验。承襲Windows Phone 7.5，擁有強大的社群整合功能，可以將Twitter、Facebook聊天、LinkedIn、Windows Live Messenger等即時訊息整合在一起，電子郵件設定中可以增加常見的Windows Live Mail、Hotmail、Outlook.com、Gmail、Mail for Exchange、Nokia 郵件，將信箱統一整合在一起，並支援以聊天檢視的方式檢視電子郵件。內建Office 365、Internet Explorer 10、OneNote、HERE 導航（Nokia Drive+，可以透過網路來下載全球各國家地區的地圖資料及各國家地區的語音導航）、HERE 地圖（Nokia Maps）、HERE 城市特搜（Nokia City Lens）、HERE 公共運輸（Nokia Transport）、Xbox Live Hub。網際網路共用最大支援分享无线網路給八名不同的使用者。Skype整合需先在市集中下載Skype，安裝後才會完整整合於Windows Phone 8中。

### 4GLTE
由於配置的MSM8930 SoC有LTE基带，所以对于这款低端入门机说，是一个相当大的卖点，但是未配置4G網路的國家或地区（如中国大陆）则使用了没有LTE基带的MSM8230 SoC。